# Kurt von Briesen
Kurt von Briesen (3 de mayo de 1886 - 20 de noviembre de 1941) fue un general en la Wehrmacht de la Alemania Nazi. Fue condecorado con la Cruz de Caballero de la Cruz de Hierro. Briesen dirigió a la 30.ª División de Infantería en la invasión de Polonia en 1939. El 1 de agosto de 1940 Briesen fue promovido a general. El 25 de noviembre de 1940 fue nombrado comandante general del LII Cuerpo de Ejército. Briesen murió por un ataque aéreo soviético cerca de Izium en el río Donets, al sureste de Járkov, el 20 de noviembre de 1941. Briesen fue el teniente general que acompañado de la 30.ª División entró primero en París.

## Condecoraciones
- Cruz de Hierro (1914) 2.ª Clase (septiembre de 1914) & 1.ª Clase (diciembre de 1914)[1]
- Cruz de Caballero de la Orden de Hohenzollern con Espadas (abril de 1918)[1]
- Broche de la Cruz de Hierro (1939) 2.ª Clase (20 de septiembre de 1939) & 1.ª Clase (4 de octubre de 1939)[1]
- Cruz de Caballero de la Cruz de Hierro el 27 de octubre de 1939 como Generalleutnant y comandante de la 30. Infanterie-Division[2]